# Nikolaikirche (Elmshorn)
Die Nikolaikirche ist eine evangelisch-lutherische Kirche in Elmshorn.
Mitten im Zentrum der Stadt Elmshorn erhebt sich der Backsteinbau mit seinem neugotischen Turm. Bei der Nikolaikirche handelt es sich um eine einschiffige, im Kern gotische Saalkirche. Die Einrichtung stammt auch aus der Barockzeit ebenso der südliche Anbau.
Die Kirche hatte über die Stadtgrenzen Elmshorns hinaus Bedeutung: Von 1726 bis 1882 war der jeweilige Hauptprediger von Elmshorn zugleich Propst der Propstei Rantzau. 1966 wurde der Amtssitz des Propstes für den Kirchenkreis Rantzau von Glückstadt wieder nach Elmshorn verlegt, nachdem das neue Gemeindezentrum in Elmshorn fertiggestellt war.

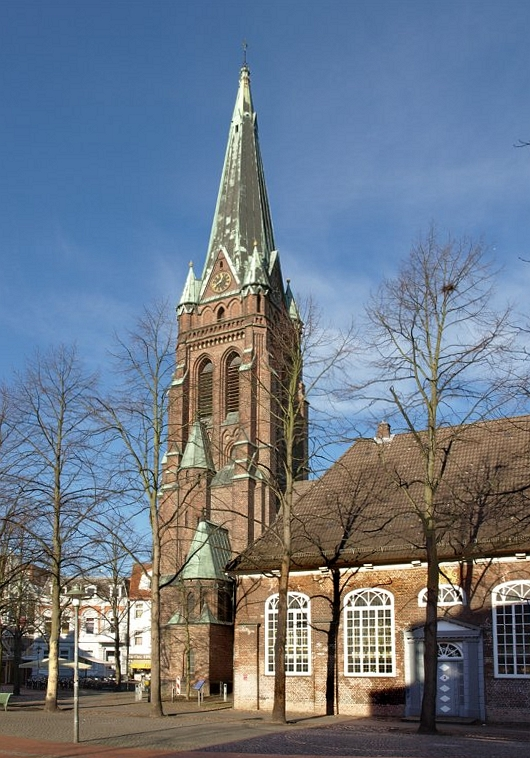
Die Nikolaikirche im Zentrum Elmshorns mit neugotischem Kirchturm

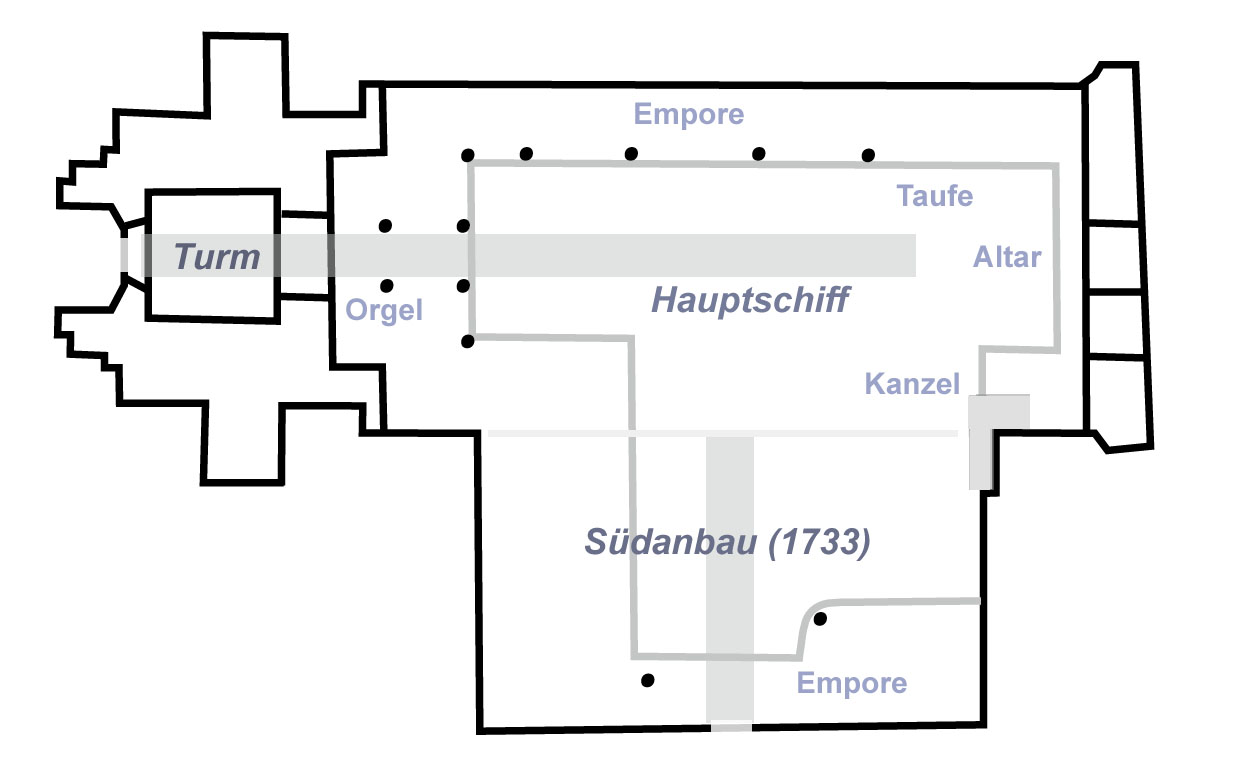
Skizze des Grundrisses von St. Nikolai Elmshorn

## Baugeschichte

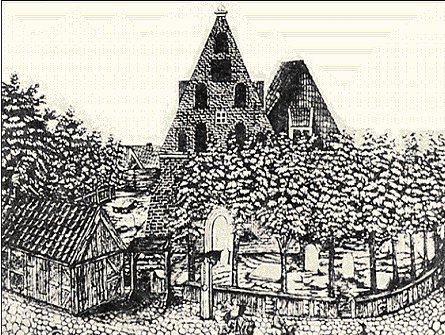
Die turmlose Nikolaikirche mit dem südlichen Anbau im Jahr 1823. Links ist das Beinhaus zu sehen, rechts daneben der Schandpfahl.

- Um 1360 wurde auf einem Geesthügel nördlich der Krückau für das Dorf Elmshorn eine eigene Kirche gebaut. Sie wurde dem heiligen Nikolaus geweiht, dem Beschützer der Händler, Fischer und Schiffer. Vorläuferin war eine südlich der Krückau gelegene hölzerne Kapelle, die man von Barmstedt aus betreute.
- 1657 wurde Elmshorn von den gegen Dänemark kriegführenden Schweden eingeäschert, wobei die Kirche nicht verschont blieb.
- 1660 rief Reichsgraf Christian zu Rantzau die Bevölkerung dazu auf, die Wiedererrichtung der Kirche mit Kollekten zu unterstützen.
- 1661 erbauten die Elmshorner eine neue, diesmal turmlose Kirche auf den Grundmauern des alten Gotteshauses.
- 1733 wurde die Kirche durch einen barocken Südanbau erweitert. Dieser südliche Anbau wurde als Neue Kirche oder auch als Schifferkirche bezeichnet, weil hier die Schiffer ihre Plätze hatten.
- 1881 wurde der Kirchturm im neugotischen Stil nach einem Entwurf von Rudolph Eberhard Hillebrand erbaut.
- 1912/1913 erfolgte der Umbau und die Restaurierung der Kirche, nachdem zunächst ihr Abriss geplant war.
- 1960 wurde der Turmhelm, der ursprünglich eine Spitze aus Sandstein aufwies, verändert und mit Kupfer eingedeckt.
- 1971 erfolgte die Erneuerung der Orgel.
- Ab 1978 wurde das Kircheninnere schrittweise renoviert

## Bau

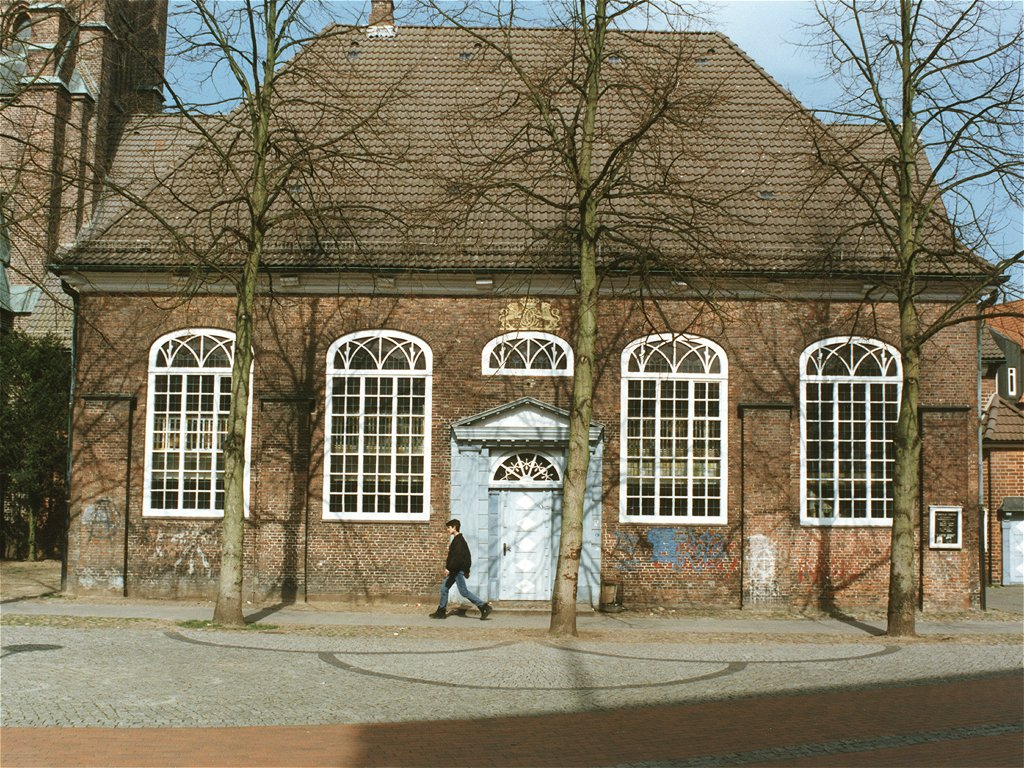
Die Schifferkirche (Südanbau)

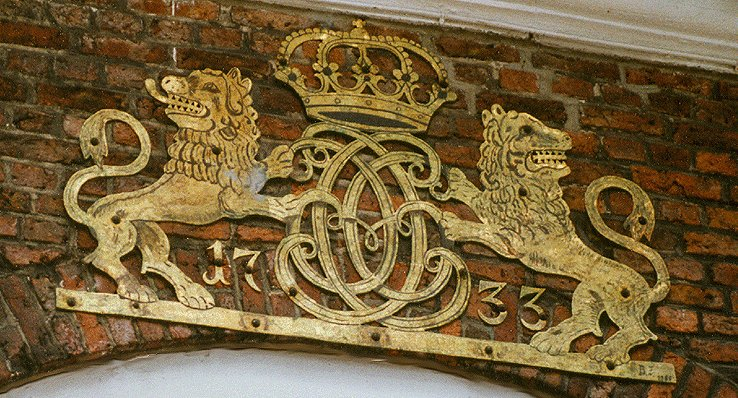
Wappen über dem Eingang zur Schifferkirche
Es zeigt das Baujahr und die Initialen des dänischen Königs.

Der im Kern noch gotische rechteckige Backsteinbau wurde 1733 durch einen Südanbau erweitert. Der neugotische Westturm von 1881 wurde von Rudolph Eberhard Hillebrand entworfen. 1912 fügte man die Ostanbauten an und erneuerte die Außenhaut.
Durch die Verbindung des alten Kirchenschiffs mit dem südlichen Anbau erhielt der Bau seinen geräumigen Innenbereich. Der Hauptraum ist durch eine hölzerne Tonne gedeckt, der Südbau zeigt eine flache Decke. Emporen verlaufen um den Innenraum herum.

## Turm – Glocken – Uhrwerk

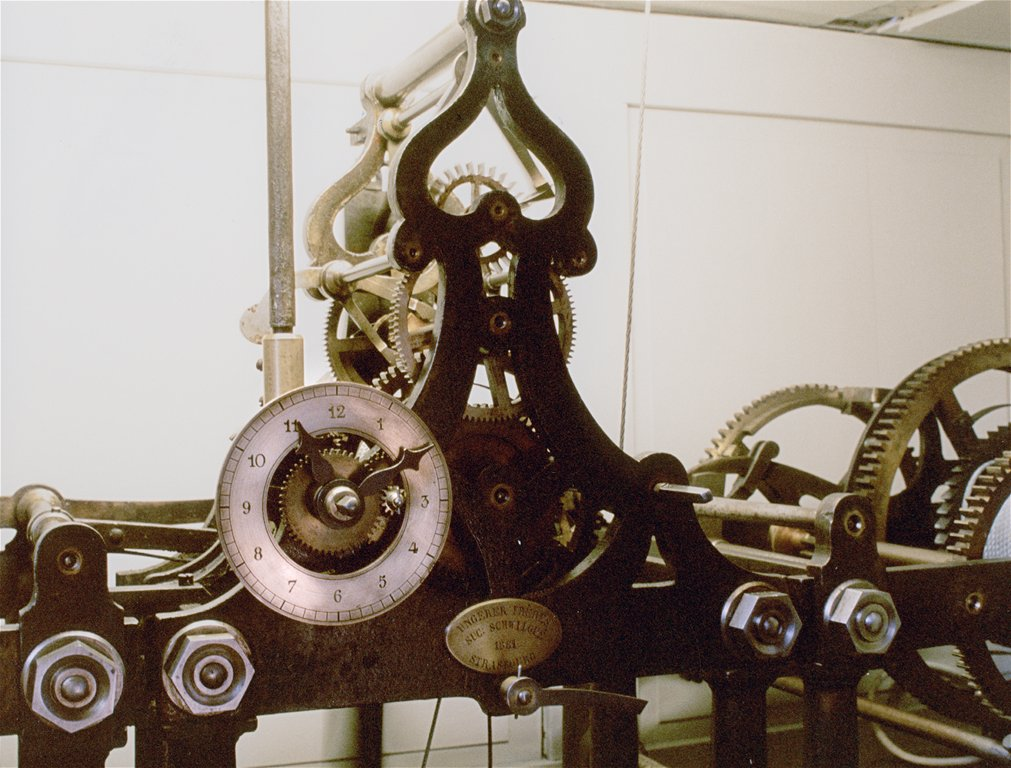
Uhrwerk von Ungerer/Straßburg (1881)

Von 1661 bis 1881 hatte die Nikolaikirche keinen Turm. Ein besonders großes Dach überspannte die Reste des alten Turms. Als Elmshorn 1870 zur Stadt erhoben worden war, gründete der Gemeindevertreter Kahlcke einen Turmbaufonds. Am 25. Mai 1880 fand die Grundsteinlegung statt, und weniger als zwei Jahre später, am 3. Oktober 1881, wurde das fertige Bauwerk abgenommen. Der Elmshorner Architekt Gottlieb Berghahn aus Hannover hatte den Turm nach dem Plan des Kirchenbaumeisters Hillebrand im neugotischen Stil errichten lassen. Der Turm ist 54,93 Meter hoch.
Drei Bronzeglocken schlugen im Dreiklang c e g. Im Ersten Weltkrieg mussten die Glocken abgeliefert werden. Sie wurden 1925 durch die drei Gussstahlglocken mit den Schlagtönen h d f ersetzt, die bis heute im Turm hängen.
Das Uhrwerk der Kirchenuhr von 1881 ist noch im Ursprungszustand erhalten. Es ist das einzige in Schleswig-Holstein bekannte Werk der Firma Ungerer aus Straßburg, von der auch das Uhrwerk der astronomischen Straßburger Münsteruhr stammt.

## Innenraum und Ausstattung

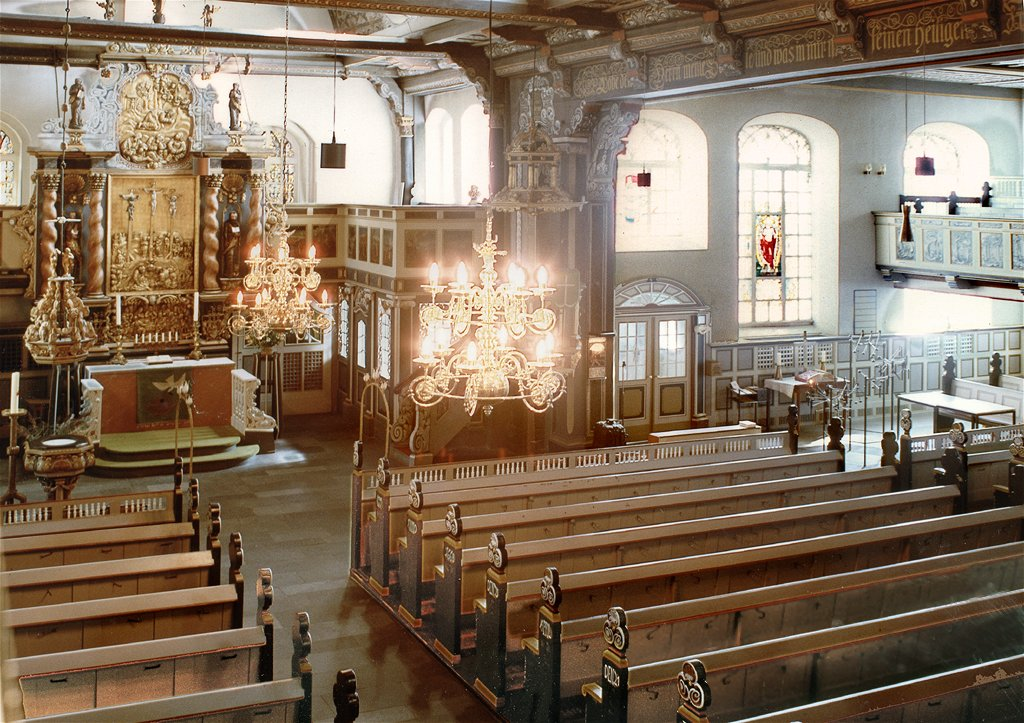
Innenraum nach Osten
Links der Altar, rechts die Öffnung zur Schifferkirche

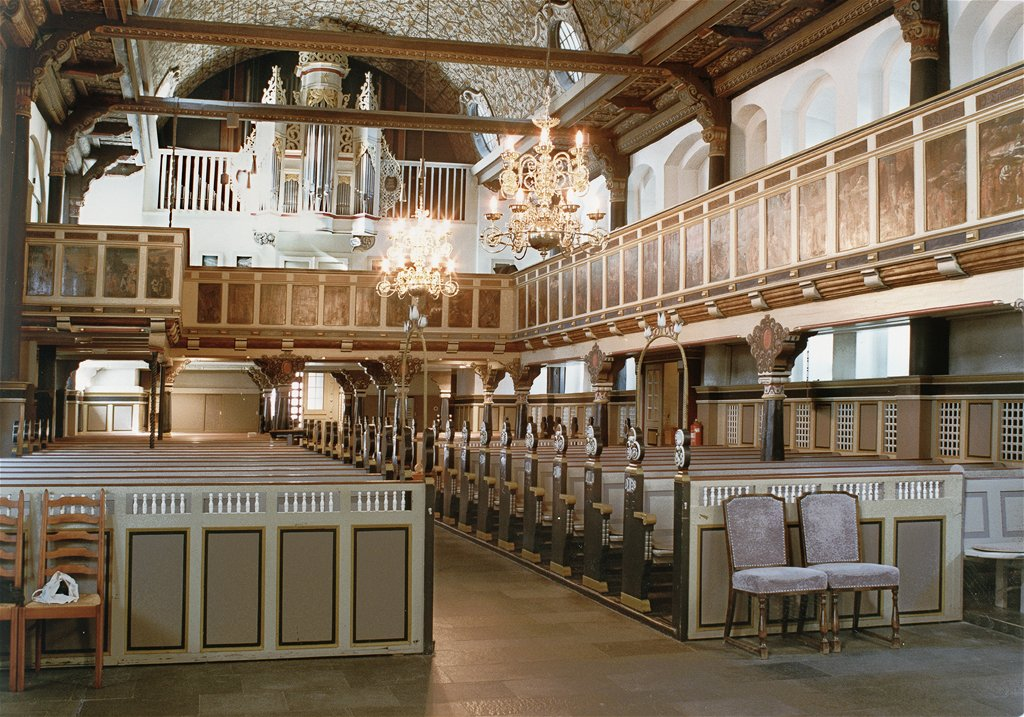
Innenraum nach Westen
Tonnendecke, Orgel und umlaufende Empore

### Decke
Die Decke des Hauptraums ist eine längsgerichtete Brettertonne, die etwas schmaler als das Kirchenschiff ist. So bleiben an den Längsseiten zwei schmale Streifen einer Flachdecke. Die Deckenbemalung stammt von Professor August Oetken aus Charlottenburg. Sie wurde 1912/1913 im Rahmen der Renovierung der Kirche ausgeführt.

### Gestühl
Wegen fehlender Mittel beim Kirchenneubau nach dem Dreißigjährigen Krieg hat man nach das Gestühl nur nach und nach eingebracht. Daher finden sich unterschiedliche Jahreszahlen an den Stuhlwangen (1667, 1668, 1699). Bei der Erneuerung des Gestühls 1913 wurden die alten Wangen verwendet.

### Orgel
Der Hamburger Orgelbaumeister Arp Schnitger erhielt im Jahre 1684 den Auftrag für die Fertigstellung der Elmshorner Orgel, die Joachim Richborn begonnen hatte. Sie hatte 23 klingende Register. Mehrfach wurde die Orgel umgebaut, sodass heute nur noch das Gehäuse original ist. Eine völlige Erneuerung hat die Firma Weigle 1971 vorgenommen. Die Orgel hat jetzt 2328 Pfeifen in 33 Registern.

### Kronleuchter
Die beiden Kronleuchter stammen aus dem Jahr 1725 und wurden von der Familie Diestel gestiftet. Am Schaft sehen wir die Figur des Zeus, auf einem Adler reitend.
Aus der Inschrift:
ANNO 1725 HAT STEFFEN DIESTEL DIESE KRONE DER ELMSHORNISCHEN KIRCHE VEREHRET/GOTT ZU EHREN UND DER KIRCHE ZUM ZYRATH.

### Altar
Der Altar stammt aus der Zeit nach dem Kirchenbrand im Kriegsjahr 1657. Der Altartisch steht zwischen zwei Abendmahlsbänken. Der Aufbau zeigt drei Reliefs, die übereinander angeordnet sind:
Das obere stellt den Gebetskampf in Gethsemane dar. In felsiger Landschaft sitzen drei schlafende Jünger, darüber kniet der betende Christus.
Das mittlere Relief ist von je zwei gedrehten Säulen flankiert.
Es zeigt die Kreuzigung auf Golgatha. Im Vordergrund sehen wir würfelnde Kriegsknechte und am Fuß des Kreuzes Johannes und die Frauen.
Das Abendmahlsrelief im unteren Bereich zeigt die Aufregung der Jünger, die durch die Worte Jesu vom zukünftigen Verräter ausgelöst wurde.

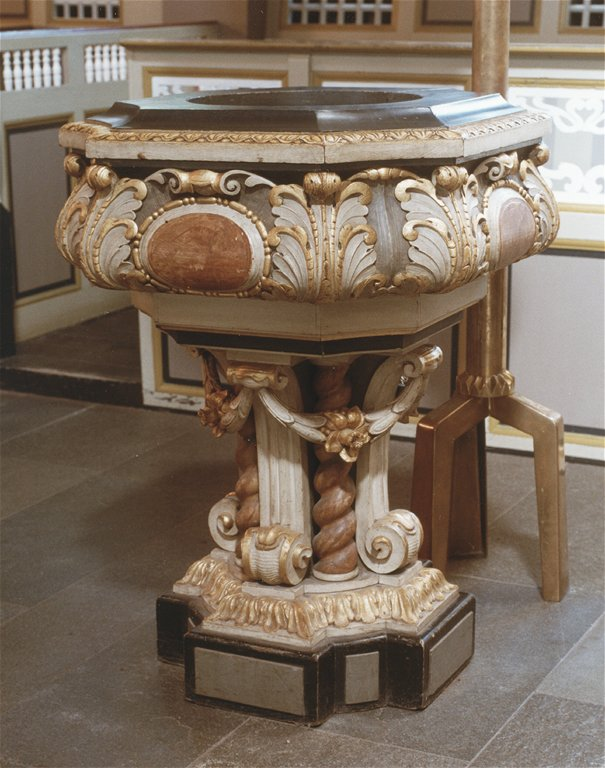
Taufe (Unterbau)

### Kanzel
Vermutlich stammt die Kanzel aus dem Jahr 1642. An der Brüstung sind die Evangelisten dargestellt, im Sockel befinden sich groteske Masken. Möglicherweise schuf der Hofbildhauer Jürgen Kriebel aus Glückstadt die Kanzel. Sie trug bei dem Brand im Kriegsjahr 1657 nur leichte Beschädigungen davon. Daher wurde sie in die neue Kirche übernommen. Dabei erfolgten Ergänzungen in Form eines unteren Kanzelabschlusses und eines Kanzeldeckels.

### Taufe
Die Taufe entstand ursprünglich in der Zeit um 1730. Sie besteht aus dem Unterbau und dem Taufdeckel. Während der Taufdeckel ursprünglich ist und die Formensprache des Barock zeigt, wurde der Unterbau 1912/1913 neu gestaltet, nachdem die ursprüngliche Holztaufe vermorscht war.

## Pastoren
- Christian August Valentiner
- Alfred Goetz